# Matthias Sindelar
Matthias Sindelar (Koslau, 10 de fevereiro de 1903 – Viena, 23 de janeiro de 1939), nascido como Matěj Šindelář, foi um futebolista austríaco de origem tcheca. Nascido na Morávia, região então parte do Império Austro-Húngaro e que hoje pertence à Tchéquia, sua família mudou-se para Viena quando ele possuía dois anos de idade. Tornar-se-ia o maior esportista austríaco do século XX, eleito assim de modo oficial em dezembro de 1998, sessenta anos após sua morte.
Seu desempenho como um centroavante goleador que também voltava para buscar jogo e puxar os marcadores para fora da área, tabelando com os meias, lhe deixou como um dos mais revolucionários jogadores europeus no início do século passado.Embora os registros em filme de suas atuações sejam ínfimos, a elegância e qualidade de seu futebol foram asseguradas pelos jornalistas que o viram em ação. O jogador, porém, ficaria ainda mais marcado como um herói de resistência ao nazismo, inspirando diversos mitos reforçados por sua misteriosa morte, embora estudos modernos tenham desfeito algumas versões romanceadas dessa história.
Como jogador, Sindelar conquistaria sobretudo duas Copas Mitropa (torneio precursor da Liga dos Campeões da UEFA), em 1933 e em 1936, tendo também conquistado um campeonato austríaco, o de 1926. Sua elasticidade e leveza (1,75 m e 63 kg) renderam-lhe o apelido de Der Papierene, o "Homem de Papel". Ele também é o segundo maior artilheiro do Austria Viena, com 226 gols, e por anos foi o maior - foi superado por um fã assumido, Ernst Stojaspal, que acumulou 258. Mesmo passados setenta anos da morte de Sindelar, ele foi escalado para o "time dos sonhos" do Austria na ocasião do centenário do clube.
Sindelar também seria conhecido como "Mozart do futebol" (os amigos o chamavam pelo diminutivo Motzl)ou "Pelé do Danúbio"Pela seleção austríaca, Sindelar foi o principal expoente de uma talentosa geração apelidada de Wunderteam. Marcou o primeiro gol da Áustria na Copa do Mundo FIFA, o que ocorreu na edição de 1934, onde a equipe terminou em quarto lugar, posição que seria superada apenas uma vez, na edição de 1954, com um time que contava, dentre outros, com Stojaspal. Também obteve o único título da seleção, na Copa Internacional, torneio precursor da Eurocopa; bem como protagonizou as primeiras vitórias austríacas sobre a Inglaterra e a Escócia, nação que jamais havia sido derrotada por uma seleção de fora das Ilhas Britânicas - ambas consideravam-se as melhores do mundo e desprezavam a Copa do Mundo e a Copa Internacional.

## Infância

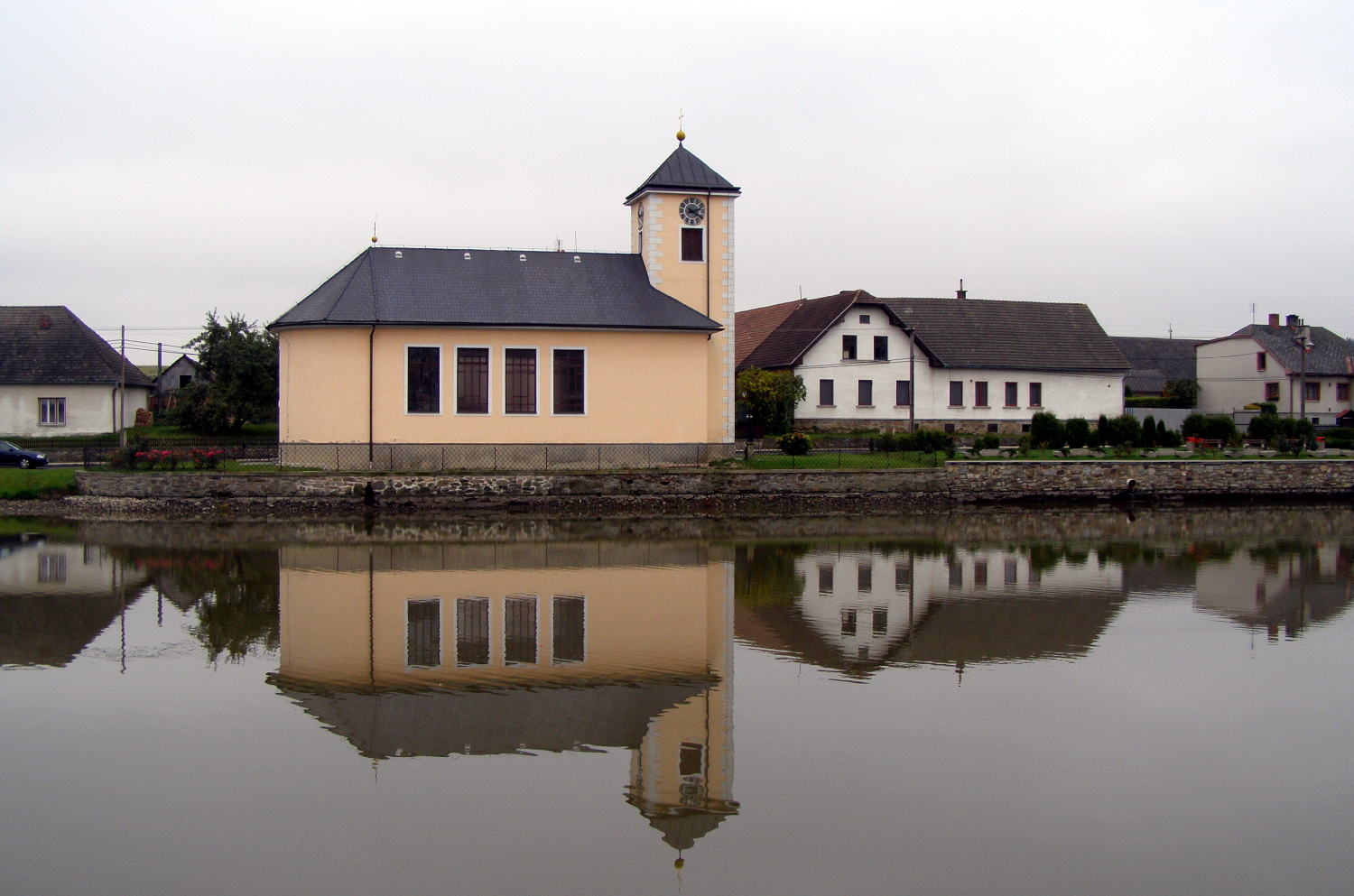
O vilarejo de Kozlov, local de nascimento de Sindelar.

Matěj Šindelář nasceu em Kozlov. Trata-se de povoado situado no distrito de Jihlava, capital regional da subregião de Vysočina, nos limites da região da Morávia, no centro da atual Tchéquia. Na época, essas áreas pertenciam à Áustria-Hungria – em cuja língua alemã Kozlov chamava-se Koslau, Jihlava chamava-se Iglau e Vysočina chamava-se Hochland. Quando nasceu, Kozlov tinha cerca de setecentos habitantes. O sobrenome tcheco Šindelář derivava da pronúncia do alemão Schindler, sobrenome que originalmente designava quem trabalhasse com telhas. Seu pai, Johann Šindelář, tinha como pai František Šindelář (por sua vez filho de outro Johann Šindelář com Kateřina Ježek) e tinha como mãe Franziska Ryšavý (filha de Johann Ryšavý com Kateřina Krátká). Já sua mãe, Marie Švenger, tinha como pai Johann Švenger (por sua vez filho de outro Johann Švenger com Marie Pollak) e tinha como mãe Rosalia Krčal (filha de Johann Krčal com Barbara Muheil).
O avô František Šindelář era um ferreiro que buscava oportunidade em um lugar em que a atividade industrial era escassa, enquanto o avô Johann Švenger era proprietário de casa campestre provavelmente voltada à agricultura. Ambos já moravam no povoado, onde os pais do jogador, ambos empregados de uma fábrica, se conheceram,casando-se na igreja central de Kozlov em 30 de janeiro de 1899 quando o pai tinha 23 anos e a mãe, 21, precisando ela de autorização especial por ser ainda considerada menor de idade, com ambos os pais já falecidos. Constou na certidão de casamento que tanto os pais como os avós paternos e os maternos do casal eram católicos, seguindo a religião oficializada na Morávia desde uma Constituição de 1628. O jogador foi o filho primogênito, registrado pelo mesmo padre que casara seus pais. No ano seguinte, ganhou a primeira irmã, Rosa. Por não demonstrar fanatismo religioso e por ter jogado quinze anos em um clube ligado aos judeus (o Austria Viena), inspirou lendas de que teria origem judaica ou de que se convertera ao judaísmo, mas todos os seus documentos o registraram como católico.
Em 1905, os pais, achando-se em vida instável em Kozlov, decidiram mudar-se para a capital Viena, que vinha atraindo cada vez mais imigrantes, mais que dobrando de população em vinte anos entre 1880 (cerca de 700 mil) e 1900 (cerca de 1 milhão a mais), o que representou grande elevação de aluguéis no centro da cidade. Os Šindelář radicaram-se no distrito de Favoriten, na periferia vienense, com instalações baratas que se tornou refúgio de diversas famílias de trabalhadores pouco qualificados. Era também o distrito com maior porcentagem de tchecos em Viena, com cerca de um quarto dos habitantes no censo oficial da época – com a possibilidade dos números serem inferiores aos reais, em função do temor de alguns em perder oportunidades por não declararem o alemão como primeira língua. A discriminação e agressões por extremistas germânicos, liderados pelo político Karl Lueger, futura referência de Adolf Hitler, eram frequentes. Já em Viena, nasceu em 1906 outra irmã, Leopoldine. O pai Johann arrumara trabalho em uma empresa de ladrilhos, indústria de ambientes que mais exploravam a mão-de-obra imigrante: recebiam os piores salários mas trabalhavam quinze horas diárias em todos os dias da semana, incluindo menores de idade, precisando cavar no chão banheiros artesanais. Originaram o termo pejorativo Ziegelböhm ("ladrilhos da Boêmia").
Começou a vida escolar em 1909. Nela, aperfeiçoou o idioma alemão, ainda que a família continuasse a falar em tcheco em casa – com o alemão usado de modo rudimentar (Johann, em cartas na Primeira Guerra Mundial, grafava "Vin" ao invés do que seria correto em alemão, "Wien", quando destinava correspondências à Viena). Em 1913, ganhou outra irmã, Theresa, falecida já em 1922. Foi na vida escolar que foi introduzido ao futebol, em oficinas extracurriculares para o esporte ainda negativamente visto como "da classe operária". Dos dois distritos mais humildes de Viena, Favoriten e Floridsdorf, é que sairiam mais de um terço dos futebolistas profissionais das ligas principais da Áustria, de acordo com censo de 1937. Seu último dia na escola foi na data em que completou 14 anos, em 10 de fevereiro de 1917. Cumpriu sete dos oito ciclos letivos obrigatórios em meio à Primeira Guerra Mundial, que fez com que diversos colégios tivessem de se dispor aos militares. Nesse contexto, a evasão escolar era comum.
Naquele mesmo ano de 1917, em 21 de agosto, o pai Johann faleceu em luta pelo Exército Austro-Húngaro nas proximidades de Gorizia, na décima primeira Batalha do Isonzo, sendo enterrado naqueles mesmos arredores, em cemitério que hoje fica na Eslovênia. Para sustentar sozinha as quatro crianças, a mãe Maria improvisou uma lavanderia em casa; o filho já vinha alternando atividades nos juvenis do Hertha Viena com curso técnico cursando para serralheria e, já famoso, sempre mostrou-se grato à mãe. Curiosamente, outro soldado austro-húngaro da mesma batalha que vitimou Johann foi Hugo Meisl, futuro técnico de Matthias na seleção austríaca.

## Hertha Viena
O próprio Sindelar, em 1932, declararia que começou no Hertha, situado no distrito de Favoriten, por permissão que as escolas locais davam aos garotos para que praticassem futebol duas vezes por semana no campo dessa equipe – que, admitida em 1911 na primeira divisão austríaca, focava precisamente em aperfeiçoar seu estádio de 15 mil lugares. Após uma exibição em que marcou cinco gols, chamando a atenção também pelos dribles, Sindelar foi então convidado por um dirigente de sobrenome Febus a integrar-se oficialmente aos juvenis do clube, ingressando oficialmente em 26 de maio de 1918. Na época, apesar da estrutura do Hertha ser elogiada, sua situação esportiva estava crítica, normalmente sempre nos últimos lugares do campeonato austríaco; como os rebaixamentos estavam suspensos em função da Primeira Guerra Mundial, o time permanecia na elite. A chegada de Sindelar veio justamente em um momento de reação dos dirigentes do Hertha aos resultados ruins, vendo uma solução em reforçar as categorias de base com a prospecção de jovens talentos que sabiam existir pelo distrito.
Sob essa nova política, o clube não tardou a melhorar seus resultados, conseguindo na temporada 1920–21 a mais alta posição de sua história, um quinto lugar. Sindelar estreou no time adulto na temporada seguinte, em visita ao Wacker pela sexta rodada, em 8 de outubro de 1921. A escalação foi alinhada com Karl Ostricek, Karl Schneider e Wilhelm Sevcik; Raimund Nowak, Karl Kantner e Johann Listopad; Alois Picha, Josef Sylvester, Franz Widhalm, Sindelar e Johann Richter, treinados por Rudolf Klika. Curiosamente, a partida precisou ser jogada em dois dias: uma tempestade forte a interrompeu após os trinta minutos iniciais, com o jogo em 1–1, sendo o restante disputado em 21 de janeiro do ano seguinte, ocasião em que Adolf Thimmler começou jogando no lugar de Sindelar. O Hertha venceu por 3–2. Sindelar atuou ao todo oito vezes na temporada, que rendeu um sexto lugar. Embora não tenha marcado gols, continuou visto como promissor.
Para a temporada subsequente, ante um certo desmanche que incluiu o técnico Klika (substituído por Karl Fink), o Hertha realizou uma excursão preparatória pela Iugoslávia, Alemanha e Tchecoslováquia, rendendo os primeiros gols de Sindelar. Seu primeiro gol em jogo oficial, pela liga austríaca, viria por sua vez na segunda rodada da temporada 1922–23, anotando no fim do primeiro tempo o segundo gol para empatar partida que o Hertha perdia de 2–0 para o Admira – não se registrou mais detalhes porque, curiosamente, os repórteres estavam em greve e assim os diários não circularam. O segundo gol de Sindelar viria em derrota de 4–3 para o poderoso Rapid Viena. A despeito do resultado ruim em uma campanha irregular do Hertha, que acumulou apenas o suficiente para não se preocupar com o rebaixamento, nesta atuação o diário Sport-Tagblatt o descreveu como um jogador de talento. Ele esteve em todas as partidas do Hertha na liga, marcando ainda um outro gol, em derrota de 3–1 para o Simmeringer.
Por outro lado, Sindelar já atraía críticos que viam confiança demais nele: "Sindelar joga em excesso para as câmeras fotográficas", argumentavam estes. O gol contra o Simmeringer viria a ser o último de Sindelar pelo Hertha. O jogador também apreciava a natação e, na segunda quinzena de maio de 1923, sofreu um acidente nessa recreação, em piscina pública situada a quadro quadras de sua casa. Após tropeçar, Sindelar fraturou os meniscos no joelho direito na queda. Em tempos de medicina esportiva não tão avançada, a lesão comprometeu-lhe a carreira, além de render-lhe demissão de seu emprego na Brüder Schafranek, algo significativo em tempos de futebol ainda oficialmente amador (mesmo que os jogadores já recebessem clandestinamente alguma ajuda de custo). Em paralelo, mesmo sem ele em campo, o Hertha conseguiu resultados satisfatórios, fazendo com que os dirigentes voltassem a focar na ampliação do estádio – ainda que contraindo em contrapartida uma dívida enorme.
Sindelar pôde arranjar novo trabalho como serralheiro na fábrica automotiva Österreichische Webanalyse no primeiro semestre de 1924, embora viesse a ser incluso já em agosto em uma demissão em massa decorrente de crise econômica. O Hertha, por sua vez, também voltava a sofrer com resultados ruins, além do falecimento do presidente Ratzl: frequentava a zona de rebaixamento ao fim do primeiro turno. Sindelar reestreou em 24 de fevereiro de 1924, após nove meses inativo, sem evitar derrota de 2–0 para o Wiener, tampouco o posterior rebaixamento que encerrou doze temporadas seguidas do Hertha na elite. Sindelar pôde jogar oito partidas, sem marcar. O mesmo diário Sport-Tagblatt, em 5 de abril, avaliava que "Sindelar intimamente não está bem. Sempre precisa pensar em sua lesão, que claramente afeta seu rendimento esportivo". Isso não impediu que o Amateure, que naquela temporada venceu pela primeira vez o campeonato, viesse a adquiri-lo em meio a novo desmanche em que o Hertha viu-se obrigado a sujeitar-se para aliviar a crise interna. O primeiro clube de Sindelar iniciou um caminho de idas e vindas entre as duas primeiras divisões até abandonar a segunda divisão em meados de 1931, dissolvendo-se.

## Amateure
Inicialmente, o Amateure adquiriu outros dois membros do Hertha: Max Reiterer e Karl Schneider. Foram estes que solicitaram ao novo clube que buscasse Sindelar também. Precisando substituir seu artilheiro húngaro Kálmán Konrád, o Amateure, treinado por Gustav Lanzer, que havia defendido como jogador o Hertha e conhecia pessoalmente Sindelar quando este ainda era juvenil, aceitou. Embora as condições físicas de Sindelar fossem um obstáculo, o mesmo foi ultrapassado quando o vice-presidente do Amateure, Emanuel Schwarz, que era médico, respaldou a contratação – avalizada também por Hugo Meisl, um dos agentes envolvidos nas conversações com o Hertha. O clube formador de Sindelar pedia três mil xelins pela promessa, mas, ante sua crise interna, precisou aceitar vender por esse preço todo o trio junto.
Ao chegar, Sindelar operou os joelhos com Hans Spitzy, eminência na medicina nacional, na primeira cirurgia do tipo realizada no país em um atleta de alto rendimento. Foi após a operação que Sindelar passaria a usar uma bandagem sobre a articulação em questão, item que se tonaria uma marca registrada pelo resto de sua carreira. Ele foi registrado como jogador do Amateure em 13 de setembro de 1924.Ainda que a recuperação cirúrgica demorasse além do previsto, Sindelar pôde estrear no Amateure na terceira rodada da temporada 1924–25, em 5 de outubro, contra o First – precisamente a equipe que havia adquirido o astro Kálmán Konrád. Dezoito mil espectadores presenciaram a partida, em que a escalação do Amateure foi Theodor Lohrmann, Alexander Popovic e Johann Tandler; Karl Geyer, Max Reiterer e Alois Hiltl; Wilhelm Morocutti, Viktor Hierländer, Sindelar, Johann Neumann e Gustav Wieser. O adversário abriu o placar com Friedrich Gschweidl, mas Neumann marcou os dois gols da vitória de virada.
Duas semanas depois, contra o Hakoah, Sindelar marcou seu primeiro gol no novo clube, concluindo uma combinação brilhante com Neumann e Alfréd Schaffer,outro astro húngaro, embora reprovado no meio esportivo por ser um assumido negociante, visto como mercenário em um esporte que oficialmente ainda era amador. Schaffer, seu clube de origem MTK, o adversário Hakoah e o próprio Amateure eram todos vistos como instituições judaicas. Ao fim do primeiro turno, o Hakoah era o líder, com dois pontos acima do Amateure. Das nove partidas, Sindelar havia atuado em sete e marcado duas vezes. No segundo turno, ele inicialmente marcou outros dois gols e sua equipe acumulou invencibilidade de sete jogos, tomando a liderança – embora o Hakoah, por ter uma partida a menos, ainda dependesse apenas de si. De fato, o Hakoah terminaria campeão. O Amateure perdeu as chances de título ainda na antepenúltima rodada, em derrota de 2–1 para o Wiener que terminou particularmente trágica a Sindelar: ele lesionou-se aos 67 minutos. Não foi usado nas rodadas finais e perdeu toda a campanha do título da Copa da Áustria.
Com a lesão, Sindelar também perdeu o início da temporada seguinte, na qual o húngaro Schaffer saiu e o húngaro Konrád, após não colher êxito no First, voltou sob expectativa da torcida; outro reforço for Walter Nausch. Assim, mesmo com o inicial desfalque de Sindelar em um total de sete meses, o Amateure começou bem a temporada seguinte, tendo só uma derrota até o fim de 1925 – embora se visse necessitado a excursionar por França, Bélgica e Suíça na virada de ano para minimizar seu próprio rombo financeiro. Sindelar, embora reestreasse abrindo o placar de vitória de 4–0 sobre o First, não recuperou de imediato a titularidade: o Amateure contava com o melhor ataque, a melhor defesa e o artilheiro do torneio (Wieser, com 25 gols em 21 jogos), terminando campeão. Sindelar pôde aparecer mais no torneio subsequente, a Copa da Áustria, marcando gols em todas as partidas salvo as duas últimas, incluindo dois em um 11–0 sobre o Viena Cricket pelas quartas-de-final. Seu desempenho na vitória de virada por 4–2 na semifinal contra o Simmeringer foi destacado como de "técnica brilhante". Se no campeonato foram sete jogos e dois gols, na Copa ele pôde marcar quatro vezes em cinco partidas, já passando a ser visto como uma realidade ao invés de mera promessa. O Amateure, por sua vez, garantiu um tricampeonato seguido nessa competição, algo só repetido na década de 1980, pelo Rapid. A estreia pela seleção austríaca veio pouco após o fim dessa temporada de 1925–26.
Para a temporada 1926–27, o Amateure perdeu Konrárd (para o Brooklyn Wanderers, dos Estados Unidos) e Nausch, para o Wiener. A estreia na temporada rendeu um episódio curioso: no clássico com o Rapid, que ganhou de virada por 4–1, a partir do 68º minuto Sindelar improvisou-se como goleiro após lesão de Lohrmann, em época em que substituições não eram permitidas; foi Sindelar quem sofreu o quarto gol. Seu clube não começou bem, com cinco derrotas nas seis primeiras rodadas, mas então engatou uma série de vitórias, não perdendo pelo resto do ano. Nessa boa sequência, Sindelar marcou sete gols em seis jogos, permitindo que o Amateure pulasse para o meio da tabela. Foi também nessa época que, no fim de novembro, encerrando a contradição de chamar-se Amateure em um campeonato recém-profissionalizado, o clube passou a chamar-se Austria; a inspiração foi um clube de natação homônimo.

## Austria Viena

### Despontando
No dia em que adotou tal nome, o Austria Viena bateu por 6–1 fora de casa o Floridsdorfer, com três gols de Sindelar, cuja atuação foi equiparada pelo Sport-Tagblatt com o de "um verdadeiro maestro como diretor de orquestra", e "a essência de todas as suas ações foram levadas a cabo com um estilo maravilhoso". Em 25 de dezembro e no dia seguinte, Sindelar e colegas visitaram o Athletic de Bilbao, ganhando ambas as partidas em dias seguidos, com Sindelar acumulando quatro gols; em 1 de janeiro, anotou dois diante do Barcelona, embora no dia seguinte o oponente tenha ganho por 5–0 uma revanche – sobre a qual o jornal La Vanguardia notou que se Sindelar "se vê cercado estreita e afortunadamente como foi", "as chances da linha ofensiva diminuem muito". No retorno ao campeonato austríaco, o time ficou apenas em sétimo, embora pudesse chegar à quarta final seguida na Copa da Áustria – ainda que derrotado por 3-0 no Dérbi de Viena com o rival Rapid, que assim classificou-se para a primeira edição da Copa Mitropa. A despeito da temporada irregular do clube, aquela foi a melhor que Sindelar tivera individualmente até então, com dezoito gols em 23 jogos no campeonato; três em cinco pela Copa; e, sobretudo, 21 em catorze amistosos, permitindo ao todo 42 gols em igual quantidade de jogo, além de obter reconhecimento internacional pelas exibições na Espanha.
Foi por essa época que sobreveio seu apelido de Der Papierene, "O Homem de Papel", apropriado a quem tinha 1,75 metros e distribuía-os em 74 quilogramas em uma contextura esguia que, somada à proteção no joelho, lhe davam aparência frágil. O Austria, por sua vez, desfez-se de muitas figuras para a temporada 1927–28, sobretudo o artilheiro Gustav Wieser (de 67 gols em 85 jogos) e o goleiro Theodor Lohrmann. O clube, após não respeitar o teto salarial, estava afundando em dívidas de cem mil xelins, perdendo também seu técnico Gustav Lanzer após cinco anos de serviços. Lanzer pedira rescisão e foi substituído por Robert Lang, ex-jogador do clube e que, de origem judaica, não sobreviveria ao Holocausto. Sindelar, novamente, não fez uma temporada negativa, convertendo oito gols em 19 jogos no campeonato e outro na Copa, mas tornando-se líder em campo de um time irregular e criticadíssimo pelo desempenho medíocre: o Austria teve pontuação mais próxima dos rebaixados do que do campeão Admira na liga e na Copa caiu no segundo mata-mata. Um episódio destacado foi a primeira vez que Sindelar, que seguia vivendo em Favoriten, enfrentou sua ex-equipe do Hertha.
Naquela entressafra, Sindelar na temporada 1928–29 era um dos quatro remanescentes do último elenco campeão no Austria, junto de Karl Schneider, Karl Geyer e Wilhelm Morocutti. Geyer, incorporado em 1920, inclusive logo seria mais um desfalque, encerrando a carreira ainda aos 29 anos após lesionar o joelho contra o First. O caráter destacado da temporada limitou-se à introdução da icônica camisa violeta com gola branca; na liga, as quatro primeiras rodadas foram vencidas, mas logo a expectativa terminou após cinco jogos sem vencer. Sindelar mostrou-se novamente como figura importante para afastar algo pior, com seis gols em 21 jogos na liga (e um em três na Copa). O Austria, por sua vez, ficou em oitavo na liga e eliminado nas quartas-de-final da Copa.
A temporada 1929–30 rendeu um quinto lugar, com ligeira melhora ofensiva, com os quinze gols de Sindelar em dezoito jogos complementando-se aos dezesseis de Rudolf Viertl e aos oito de Walter Nausch, que havia retornado. O campeão foi o rival Rapid, dez pontos à frente, embora derrotado em um clássico histórico: o oponente abriu 3–0 em dezoito minutos, mas ainda no primeiro tempo levou o empate com Sindelar marcando o terceiro. No segundo tempo, o Rapid anotou o provisório 4–3, logo revertido pelo Austria: os violetas golearam por 8-4 com Sindelar marcando ainda outros dois gols. Ele também marcou pela única vez sobre o Hertha, o terceiro em triunfo de 3–1. Após a temporada de 1929–30, o Austria voltou a visitar o Barcelona, perdendo por 6–3 no dia de natal. O resultado não impediu que Sindelar, que marcou o segundo gol austríaco, realizasse "jogadas magistrais" na avaliação do jornal Mundo Deportivo, que registrou também que ele foi "uma maravilha" na opinião do árbitro. Na revanche, o Barcelona venceu novamente, por 4–2, apesar de novo gol de Sindelar - um tiro livre de 25 metros descrito como "uma coisa magna". A excursão buscava fundos ao clube, que seguia em crise, com Meisl destacando-se como hábil negociador com credores estrangeiros. O próprio Sindelar só não foi vendido ao Slavia Praga porque não desejava afastar-se de sua família.
Em meio ao início da Grande Depressão e com o clube à beira da bancarrota, o presidente Curt Hahn deixou o cargo, que permaneceu vago até 1932. Assim, a temporada de 1930–31 não foi muito diferente das anteriores; o Austria terminou em quarto, longe do título da liga, embora fosse bem na Copa - disputada naquela edição também em formato de liga, mas em turno único. Nela, o Austria terminou um ponto atrás do campeão Wiener, que no confronto direto já na estreia, embora tenha sofrido gol de Sindelar, venceu por 3–2. A estrela marcou catorze gols em dezessete jogos no campeonato e oito em nove na Copa.Marcada pela austeridade no clube, a temporada seguinte foi razoável no gramado: após um primeiro turno aceitável, o Austria chegou a ganhar sete partidas em oito, com Sindelar marcando nove vezes nessa sequência - incluindo quatro dobletes. O clube teve chances de título até a rodada final, embora tenha terminado em quarto, na melhor campanha desde o título de 1925-26. Sindelar marcou ao todo quinze vezes em 22 jogos, incluindo um em clássico com o Rapid.
Na temporada 1932–33 em meio à crise nacional (o Parlamento Austríaco chegou a ser dissolvido, instaurando-se regime de partido único combatido com ocasionais atentados à bomba), o Austria terminou em sexto na liga – com onze gols de Sindelar em 21 jogos –, mas voltou a lograr um título, em campanha celebrada na Copa: começou com 10–1 no Slovan, seguido por 6–4 em clássico com o Rapid (com gol de Sindelar). Nas oitavas-de-final, os violetas conseguiram empatar jogo que perdiam de 3–0 para o Wacker, com Sindelar marcando o primeiro gol. No jogo-desempate, o Wacker abriu o marcador e Sindelar empatou com um disparo certeiro, com Josef Stroh – centroavante contratado naquela temporada e deslocado à ponta pois a posição de centroavante era de Sindelar – marcando o gol da vitória de virada. A dupla logo se entrosou. Na semifinal, Sindelar marcou três vezes na vitória de 4–1 sobre o Floridsdorfer. O Austria, adiante, bateu por 1–0 o Brigittenauer, em dia no qual Sindelar "desconcertou seus rivais com regates maravilhosos, brilhou na distribuição da bola". O craque, nesse torneio, marcou seis gols em cinco jogos e esse título permitiu, enfim, que o time disputasse a próxima Copa Mitropa. Tratava-se de um torneio idealizado por Meisl, com prestígio na época equiparável ao que viria ter a futura Liga dos Campeões da UEFA.[carece de fontes?]

### A consagração continental
Na temporada 1933–34, Sindelar voltou a ter um desempenho superlativo na liga embora não suficiente para o título no campeonato austríaco; o Austria Viena ficou em terceiro, após 23 gols em 21 jogos do seu astro, que marcou quatro vezes em três jogos da Copa da Áustria – onde terminou eliminado nas quartas-de-final pelo Admira (que venceria os dois troféus). Era o suficiente para que o jogador, desfrutando de um ótimo relacionamento com o novo presidente do clube, o antigo vice Emanuel Schwarz, fosse cada vez mais empregado nas mais diversas publicidades em um país que chegou a vivenciar em fevereiro de 1934 uma guerra civil de quatro dias; Sindelar também conseguia estabelecer uma pequena rede familiar de comércio, especialmente com a grande conquista da temporada: um título  internacional, na estreia na Copa Mitropa, ainda em 8 de setembro de 1933. O primeiro mata-mata foi contra o Slavia Praga, que em casa venceu por 3-1 castigando os tornozelos de Sindelar. Em Viena, porém, os austríacos superaram a desvantagem ao vencer por 3-0, com Sindelar marcando, já no segundo tempo, o terceiro diante do astro František Plánička.
O adversário seguinte foi a Juventus, que no período foi pentacampeã seguida do campeonato italiano, algo inédito e só superado na década de 2010 (pelo mesmo clube), sendo base da seleção italiana que em poucos meses venceria a Copa do Mundo FIFA de 1934. Em Viena, Sindelar abriu o placar de uma vitória de 3–0, com seu marcador Luis Monti chegando a ser expulso a cinco minutos do fim após diversas tentativas de neutraliza-lo. Em Turim, os italianos encerraram o primeiro tempo vencendo por 1–0. Mas a cinco minutos do fim do jogo o Austria pôde empatar, tendo pela frente a Internazionale, então chamada Ambrosiana e onde brilhava Giuseppe Meazza. Os milaneses terminaram o primeiro tempo ganhando por 2––0 com dois gols após os 40 minutos. No segundo, o Austria pôde descontar para 2-1 e a ansiedade por um título não impediu que Sindelar, em Viena, visitasse o hotel em que os italianos hospedaram-se, conversando com Meazza no saguão.
No jogo final, Sindelar abriu de pênalti o placar aos 44 minutos. No segundo tempo, Meazza forneceu uma assistência, mas o gol terminou anulado por impedimento; pouco depois, teve dois jogadores expulsos. Sindelar, de voleio, ampliou, e o título já era dado como certo na plateia de 58 mil pessoas, provavelmente o maior público fora do Reino Unido que uma partida de futebol tivera até então. Aos 38 da segunda etapa, porém, um cabeceio de Meazza descontou para um resultado que forçaria uma terceira partida. Contudo, a dois minutos do fim, um cruzamento a esmo do Austria encontrou Sindelar no horizonte e ele assinalou seu terceiro gol no jogo, no lance visto como o que marcou a fogo sua carreira de jogador. A conquista também foi vital para a economia do clube, renovando o interesse dos vienenses nos jogos da temporada nacional que viria a começar.
A temporada seguinte começou com nova Copa Mitropa sendo iniciada somente duas semanas depois da Copa do Mundo de 1934. A falta de descanso foi vista como essencial para o campeão Austria cair no primeiro confronto, com Sindelar chegando a perder pênalti por cima do travessão contra o Újpest enquanto o ditador nacionalista Engelbert Dollfuss, contrário a uma unificação com a Alemanha, era assassinado em plena chancelaria por nazistas locais. No campeonato, Sindelar e colegas tiveram uma campanha terrível, chegando a ocupar a zona de rebaixamento ao fim do primeiro turno, rendendo a demissão do treinador Josef Blum – substituído por Jenő Konrád, ex-jogador do clube aposentado por lesão nos meniscos em 1925 e irmão do ex-jogador Kálmán Konrád. O novo técnico vinha de um bom trabalho no Nuremberg vice-campeão alemão para o Bayern Munique, mas era hostilizado por lá por ser judeu em uma cidade que sediava os congressos nazistas, sendo expulso do clube local mesmo antes de o país promulgar leis com essa ordem. O húngaro conseguiu evitar o rebaixamento, com o Austria terminando cinco pontos acima com Sindelar marcando nove vezes em quinze jogos. Em contraste, o time obteve novo título, na Copa da Áustria. O craque, mesmo sofrendo com idade elevada e lesões na avaliação do Sport-Tagblatt, marcou sete gols em quatro jogos, dois deles na vitória de 5–1 na final com o Wiener, ao fim de uma campanha sem maiores obstáculos; na decisão, os violetas ganhavam de 4–0 com 25 minutos de jogo. Outro ponto positivo da temporada foi a chegada de Karl Sesta para a defesa.
A temporada 1935–36 começou para o Austria, novamente, duas semanas após o último jogo da anterior, em função de nova participação na Copa Mitropa. O clube estrearia contra a Internazionale e Sindelar, no jogo de ida, em Milão, era dado como velho. O próprio técnico da seleção italiana, Vittorio Pozzo, trataria de escrever para o La Stampa que o veterano teria sua vingança e que "sua inteligência encontrou a maneira de dizer coisas tecnicamente belas e interessantes". Sindelar, em tiro livre, marcou o segundo gol de um placar que chegou a estar em 5–0 para os visitantes, rendendo um pedido do próprio dirigente ao capitão Nausch para que os austríacos freassem o ímpeto, pois o placar afastaria o interesse do público vienense em comparecer no jogo da volta. Ficou no 5–2. Em Viena, Sindelar marcou os três gols da vitória de 3-1 sobre a Inter, o primeiro deles em um chute de trinta metros de distância do gol.O oponente seguinte foi o Slavia Praga (treinado por Kálmán Konrád, rendendo duelo de irmãos), que venceu em casa por 1–0, perdeu de virada em Viena por 2–1 e, em jogo-desempate também em Viena, caiu por 5–2 com Sindelar marcando o segundo gol após driblar toda a defesa rival e o goleiro František Plánička. É dessa partida uma das mais famosas fotografias de Sindelar, movimentando todo o corpo prestes a chutar a bola, tendo atrás um adversário caído no caminho. Posteriormente, essa fotografia seria reproduzida em tamanho gigante no museu do clube – mesmo com o time caindo na fase seguinte, para o Ferencváros de György Sárosi (que venceu na Hungria por 4–2 e conseguiu no minuto 67 em Viena descontar uma derrota parcial de 3–1 para um 3–2 que impediu um jogo extra).
Outra tristeza foi a morte do colega Matthias Najemnik em acidente de carro em agosto.Nos torneios nacionais, o Austria voltou a decepcionar na liga, terminando em sétimo com oito gols de Sindelar em 17 jogos - enquanto que, em contraste, voltou a faturar a Copa, na primeira edição aberta a clubes do interior. Sindelar marcou seis gols em cinco jogos, sendo três apenas nas quartas-de-final com o Admira, campeão da liga mas derrotado por 5-1 na ocasião. Na decisão, o Austria bateu o First por 3–0, marcando todos os gols com 22 minutos de jogo; Camillo Jerusalem fez os dois primeiros e Sindelar completou o placar, finalizando uma campanha de um único gol sofrido e 23 convertidos.
A temporada 1936–37 começou com nova participação violeta na Copa Mitropa. Sindelar abriu o placar na estreia contra o Grasshopper treinado por seu ex-colega Karl Rappan, derrotado por 4–1 em Viena e que não foi além de 1-1 em Zurique. Em seguida, o campeão italiano Bologna ganhou por apenas 2–1 em casa, resultado criticado pelo técnico da seleção italiana, Pozzo: "um só gol de diferença para ir a Viena é pouca coisa contra um plantel como o de Sindelar". Em casa, o Austria ganhou de 4-0, com um gol inesperado do astro aos 41 minutos - driblou um rival e chutou forte, com a bola entrando pouco abaixo do travessão. Adiante, bateu-se por 3-0 o Slavia Praga, triunfo não superado por derrota de 1–0 na Tchecoslováquia. Nas semifinais, o Austria teve seu troco contra o Újpest de Gyula Zsengellér, derrotado de virada em Budapeste por 2-1 e depois por 5–2 em Viena (com dois gols de Sindelar). A final foi contra o Sparta Praga, que havia vencido a Mitropa anterior e conseguiu segurar o 0-0 em Viena no jogo de ida, tornando-se de vez favorito a novo título.
O adversário continha a base da seleção tchecoslovaca vice-campeã da Copa do Mundo FIFA de 1934, ainda detendo prestígio de um time que na década de 1920 era visto como um dos melhores do mundo, sob o apelido "Sparta de Ferro", atraindo inclusive jogadores e treinadores da Europa Ocidental. Mesmo assim e diante do favoritismo do oponente, os visitantes em Praga conseguiram a vitória por 1–0, gol de Jerusalem. Sindelar afirmaria anos mais tarde que aquele foi o melhor plantel que integrou no clube, que voltou a competir seriamente pelo título na liga austríaca, realizando nela sua melhor campanha em onze temporadas. Chegou à rodada final emparelhado com o Admira, que acabou campeão por um ponto. Na Copa, o Austria caiu na semifinal por 1–0 para o campeão First. A tristeza maior, porém, foi o falecimento do dirigente Hugo Meisl. Sindelar seguia em forma, com treze gols em 21 jogos na liga e cinco em quatro na Copa, além de quatro gols em dez jogos na Mitropa - sendo o artilheiro do elenco na temporada.
A temporada 1937–38 começou reencontrando-se o Bologna pela Copa Mitropa; tal adversário, time pelo qual torcia Benito Mussolini, vivia época dourada em que era conhecido como "time que faz o mundo tremer". Porém, mesmo na Itália, o Austria ganhou de virada por 2–1, com Sindelar fornecendo a assistência para o primeiro gol e marcando o da virada. Em Viena, abriu o placar de uma vitória de 5–1, em gol de longa distância que é um de seus raros lances registrados em vídeo. Adiante, outro reencontro, com o Újpest, rendeu uma partida de alto nível encerrada em 6-5 na capital austríaca; Sindelar marcou o segundo de seu time, recebido com hostilidade na Hungria. Pôde vencer ainda assim por 2–1, mas Sindelar deixou a partida com uma contusão muscular. Chegou a ter sua escalação posta em dúvida, mas atuou de modo decisivo contra o Ferencváros no jogo da ida da semifinal: forneceu duas assistências e um gol em vitória de 4–1. O jornal Sport-Tagblatt, em sua nota, parodiou a expressão "só há uma Cidade Imperial" para "só há um Sindelar", enquanto o diário húngaro Nemzeti Sport declarava o Austria a "melhor equipe de todos os tempos da Mitropa".
Porém, embora o craque tenha marcado outro gol em Budapeste, terminou derrotado por 6–1. Foi um fim de ciclo a Sindelar, que não participaria mais do torneio, que ainda representa o troféu internacional mais relevante já vencido pelo Austria. Na Mitropa, Sindelar totalizou 24 gols em 31 jogos e naquela campanha havia pela primeira vez marcado gols em todos. No decorrer da temporada, marcou mais nove gols em quinze jogos na liga, em que o Austria terminou em terceiro. Na Copa, porém, o time foi eliminado inesperadamente pela surpresa da competição: o campeão Schwartz-Rot, que pertencia à segunda divisão. Em paralelo, o início de 1938 viu a anexação da Áustria pela Alemanha Nazista. Na reta final da temporada, o clube precisou novamente mudar o nome: o Austria Viena virou Ostmark, nome alemão para a província que o país havia se tornado. Mesmo em fim de carreira, Sindelar voltou a ser sondado pelo futebol britânico, recusando, porém, a oferta feita pelo Charlton Athletic. Sua última partida pelo Austria/Ostmark ocorreria ainda em 1938.

## Seleção Austríaca

### Uma estrela entre outras
Sindelar estreou pela Áustria em meio a uma cobrança decorrente de derrota de 3–2 para a Hungria, com Meisl promovendo então diversas estreias.Além de dirigente do Austria Viena, Meisl servia desde o início da década de 1910 ao corpo técnico da seleção, dotando-a em especial de influência da escola escocesa de troca de passes rasteiros a partir da amizade construída com o treinador britânico Jimmy Hogan – a fluência de Meisl em tcheco, italiano, francês, inglês, sueco, castelhano e neerlandês além do alemão propiciava diversos intercâmbios de cartas com outros treinadores. Os escoceses, por sua vez, eram vistos como inventores do "futebol arte", com muitos dos treinadores locais moldando potências mundo afora.
O primeiro jogo de Sindelar na seleção ocorreu em 28 de setembro de 1926, contra a Tchecoslováquia, e terminou auspicioso: ele abriu o placar de vitória por 3–2, driblando na jogada dois defensores e o goleiro Plánička. A escalação vitoriosa foi alinhada com Heinrich Lebensaft, Johann Tandler, Johann Richter, Leopold Resch, Josef Schneider, Ignaz Sigl, Johann Klima, Sindelar, Siegmund Wortmann e Franz Wesely. No mês seguinte, Sindelar marcou dois gols em vitória de 7–1 na Suíça; em um deles, recebeu a bola no meio-campo e a partir dali driblou todos os adversários do caminho antes de empurrar a bola com o gol vazio. Ainda naquele ano, marcou um gol de quarenta metros de distância em vitória de 3–1 sobre a Suécia, participando também de um 6-0 sobre a Hungria, embora começasse no banco devido a uma lesão.
Apesar do ótimo início, Sindelar não se firmou de modo definitivo na seleção; jogou só quatro das 28 partidas realizadas pela Áustria a partir do ano seguinte. Não apresentava baixo rendimento, mas na época ainda era visto como uma entre tantas estrelas disponíveis para o ataque, que faziam o treinador Meisl realizar diversos testes, sem uma escalação titular, até começar a preferir um centroavante de características opostas às de Sindelar: Friedrich Gschweidl, alto e potente.Sindelar, porém, também teria se prejudicado ao discordar abertamente do treinador depois de uma dura derrota não-oficial de 5–0 em 6 de janeiro de 1929, para um combinado do Sul da Alemanha, ocasião em que Meisl tentara escalar Gschweidl e Sindelar juntos – com este improvisado na meia-direita e o concorrente mantido como centroavante. Além dessa partida não-oficial, Sindelar defendeu a seleção uma única vez entre outubro de 1928 e maio de 1931. Os bons resultados que a Áustria conseguia mesmo sem ele também contribuíam para seu afastamento, mesmo com Meisl também afastando-se da seleção entre 1929 e 1931 para tratar um sério problema de saúde.

### Líder doWunderteam

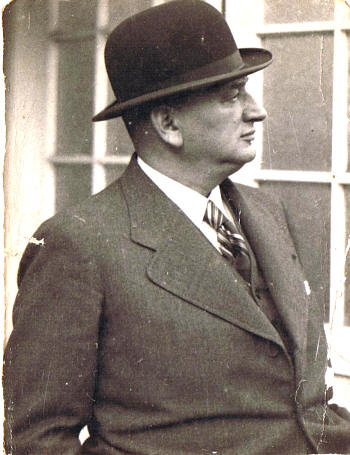
Na época, Hugo Meisl, foi responsável pela formação da Seleção Austríaca de Futebol, sendo considerada a melhor de todos os tempos do país, ficando conhecida como Wunderteam ("Time Maravilha").

Uma sequência ruim de duas vitórias em sete jogos e a pressão de enfrentar uma forte Escócia, que até a década de 1980 possuía mais vitórias do que derrotas em seu clássico com a Inglaterra, e havia sido derrotada só cinco vezes nas 36 partidas anteriores, fez Meisl em 1931 reconvocar Sindelar e inverter sua posição com a de Gschweidl, que passou a ser o deslocado à meia-direita.
Mesmo com os escoceses jogando em Viena e alinhando uma escalação secundária, sem jogadores de Celtic ou Rangers, a vitória austríaca por 5–0 surpreendeu. Sindelar fez o quinto gol, viraria enfim figura frequente e foi a partir desse resultado que a seleção seria apelidada de Wunderteam ("Time Maravilha"); a Escócia, dentro ou fora de casa, jamais havia sido derrotada por uma seleção não-britânica.Curiosamente, a alcunha de Wunderteam, criada no exterior, não agradava aos jogadores, técnico e imprensa austríacos, que viam certa arrogância no apelido, que continuava a se justificar: a Alemanha depois perdeu de 6–0 e de 5–0, jogo este em que Sindelar marcou três vezes. Fez outro em vitória de 8-1 sobre a Suíça pela Copa Internacional, na qual também marcou os dois gols de triunfo de 2–1 sobre a Itália (o primeiro, de cabeça, e o outro, após concluir jogada individual). Em seguida, a Áustria aplicou 8–2 na Hungria em partida que com 33 minutos já contabilizava três gols de Sindelar e placar provisório de 4–1 – nesse mesmo dia, ocorreram eleições municipais pelo país, levando o jornal Reichspost a sugerir que se nelas os austríacos tinham diversas opções, no estádio haviam apenas uma: Sindelar.Idealizada exatamente por Hugo Meisl,[carece de fontes?] a Copa Internacional foi um torneio precursor da Eurocopa; sua primeira edição, finalizada em 1930, havia despertado enfoque tamanho nos participantes que estes preferiram ausentar-se da primeira Copa do Mundo FIFA, realizada naquele mesmo ano.
O encantamento era tamanho que uma vitória por 3–1 sobre a Suíça foi vista como insuficiente ao fim de um jogo descrito como tecnicamente pobre, rendendo vaias da plateia, incluindo sobre Sindelar, embora o resultado colocasse a seleção muito próxima de seu primeiro (e único) título na Copa Internacional – a conquista seria confirmada dias depois, quando a concorrente Itália foi derrotada em Praga pela Tchecoslováquia.A Áustria foi então convidada para enfrentar a Inglaterra, sendo a terceira seleção de fora das Ilhas Britânicas a ser contemplada com a oportunidade. Os ingleses desprezavam a Copa do Mundo FIFA e a Copa Internacional, considerando-se donos do melhor futebol do mundo, adotando a política de convidar seleções estrangeiras que se destacassem para provarem sua superioridade.Antes da viagem pelo Expresso do Oriente, Meisl então promoveu uma concentração de dezoito dias na qual proibia cigarros (regra desrespeitada por Sindelar) e até contato com familiares, além de passar treinos com bola apenas uma vez na semana: o resto do tempo foi dedicado a aulas da história do futebol britânico para conscientizar os austríacos sobre a oportunidade histórica que tinham;em casa, a Inglaterra jamais havia sido derrotada por uma seleção de fora das ilhas.
A preparação de Meisl incluiu estudos das dimensões do local do jogo, o Stamford Bridge, informação enviada pelo amigo Herbert Chapman, que ofereceu-lhe as instalações do Arsenal. Em Viena, a expectativa em torno do jogo foi tamanha que o Comitê Financeiro interrompeu sua seção parlamentar para que funcionários se juntassem à plateia reunida na Praça dos Heróis para acompanhar a narração ao vivo transmitida em três alto-falantes ali instalados. Jogando de camisa vermelha e calças brancas, os austríacos começaram nervosos, especialmente o goleiro Rudolf Hiden. Jimmy Hampson abriu o placar aos 5 minutos e ampliou aos 27. No início do segundo tempo, Sindelar forneceu assistência para Karl Zischek diminuir. Aos 77, Eric Houghton assinalou de falta o 3–1. Mas aos 80, Sindelar fez o gol mais bonito do duelo, chutando na entrada da grande área após não ser interrompido em sua arrancada. Em final frenético, dois minutos depois Sammy Crooks fez o quarto gol inglês, mas ainda houve tempo para Zischek diminuir novamente.
A derrota de 4–3 foi considerada honrosa na Áustria, com sua imprensa atribuindo o resultado a alguma má sorte e vendo sua seleção em pé de igualdade com a Inglaterra. A própria imprensa britânica reconheceu que o Wunderteam conseguiu o "triunfo moral", no relato do Daily Mail. Sindelar, que reunia dezessete gols em vinte jogos pela seleção àquela altura, chegou inclusive a ser sondado por Manchester United e Arsenal,embora o tratamento de estrela fosse mais proporcionado pela imprensa do que em autopromoção: sofria timidez e não gostava de ser o centro das atenções. Seu jogo seguinte pela Áustria foi um 4-0 sobre a França dentro do Parc des Princes, marcando o primeiro gol naquela que chega a ser considerada como a última exibição da Áustria como o Wunderteam - ainda que a equipe acumulasse invencibilidade de doze jogos entre abril de 1933, após derrota para a Tchecoslováquia, e a Copa do Mundo de 1934.
Essa derrota para a Tchecoslováquia, por 2–1, ocorreu em Viena e a imprensa local foi impiedosa, falando em "dia negro" e "fim do Wunderteam". A sequência de jogos que viria rendeu uma gradual reformulação por Meisl em algumas peças. Sindelar foi um dos remanescentes, tornando-se cada vez mais a referência da seleção, como em reencontro em Praga contra os tchecoslovacos no qual marcou duas vezes em empate em 3-3. A seleção mantinha uma invencibilidade, mas já sem encantar como antes. O próprio Sindelar, após jogar mal em empate com a Escócia, foi criticado publicamente por Meisl, que declarou que talvez não o chamasse mais. E de fato o craque ausentou-se de algumas partidas, com Meisl promovendo Josef Bican de titular. Em uma dessas partidas sem ele, já em 11 de fevereiro de 1934, a Áustria ganhou por 4–2 da Itália mesmo dentro de Turim, resultado que, ocorrido mesmo na ausência de Sindelar, fez os italianos intensificarem a preparação à Copa do Mundo de 1934, que sediariam em breve.

### Copa do Mundo de 1934

Escalação da seleção austríaca durante o jogo contra a seleção francesa, com Sindelar na posição de atacante.

Sindelar voltou à seleção a quarenta dias da Copa, tendo atuação elogiada em vitória de 5–2 sobre a Hungria. Embora seu estilo não fosse apreciado por Meisl a despeito de alta média de gols pela seleção, Sindelar permaneceu titular na estreia, contra a França – comandada pelo britânico George Kimpton, que, conhecedor da fama de Sindelar, ordenou ao volante Georges Verriest que exercesse marcação individual aonde quer que o austríaco fosse, até mesmo no banheiro. Os franceses abriram o placar, mas Sindelar pôde empata-lo a vinte segundos do fim do primeiro tempo, em chute forte de vinte metros rente à trave esquerda de Alex Thépot. O segundo tempo não teve gols, e na prorrogação Sindelar voltou a se sobressair: foram dele as assistências para os gols de Anton Schall e Josef Bican no triunfo de 3–2. Foi o primeiro jogo de Copa do Mundo a ter prorrogação.
O adversário seguinte foi a Hungria, contra quem a Áustria abriu o placar com Johann Horvath concluindo jogada trabalhada por Bican e Sindelar sob a fina chuva de Bolonha. No início do segundo tempo, Karl Zischek ampliou em jogada individual, já sob dilúvio. Os húngaros, embora tivessem Imre Markos expulso e István Avar lesionado, puderam descontar em pênalti convertido por Sárosi. Sindelar foi eleito o melhor em campo, mas chegou a pedir desculpas públicas no dia seguinte devido ao caráter violento da partida.
O oponente posterior foi a anfitriã Itália, que havia vencido uma única partida e perdido oito nos treze jogos que já havia realizado contra a Áustria até então. Porém, as circunstâncias eram outras, em partida marcada por arbitragem desfavorável aos visitantes, prejudicados também pelo estado ruim do gramado de Milão sob chuva. Enrique Guaita abriu o placar em lance reclamado como faltoso no goleiro Peter Platzer, que teria sido empurrado por Angelo Schiavio e, ao tentar recuperar-se, chocou-se com Meazza, que buscava fazer o gol – a bola então sobrou para Guaita marcar. O jogo tornou-se brusco dos dois lados, com Luis Monti e Sindelar reeditando uma rivalidade originada nos duelos por seus clubes na Copa Mitropa. A marcação pesada de Monti em Sindelar foi preponderante para que ficasse com uma má fama internacional, em reconhecimento do próprio treinador Pozzo.
Em sua melhor oportunidade, aos 33 minutos do segundo tempo, Sindelar chutou para fora ao ficar frente a frente com o goleiro Giampiero Combi. O 1–0 foi mantido ao fim do jogo, e Sindelar terminou-o sem condições físicas - a ponto de não atuar na partida pelo terceiro lugar, vencida por 3–2 pela Alemanha. Hugo Meisl, irritado com as circunstâncias das semifinais, retirou-se do gramado sem cumprimentar Pozzo. O treinador, no retorno à Áustria, foi o grande alvo das críticas da imprensa, que não foi complacente com o que julgavam ter sido uma decepção. Embora não houvesse premiações oficiais à época, com a FIFA introduzindo o prêmio de melhor jogador oficialmente apenas em 1978, e a seleção dos melhores jogadores do torneio em 1994, Sindelar foi considerado informalmente como o segundo melhor jogador daquela edição, atrás de Meazza, e para a seleção do torneio como um dos melhores atacantes da edição.

### Após a Copa
As críticas não cessaram após a Copa: vice-campeã mundial, a Tchecoslováquia manteve uma invencibilidade de três anos contra os austríacos, segurando um 2–2 em Viena. Em seguida, a Áustria perdeu de 3–1 para a Hungria, ainda que Sindelar tivesse um gol anulado por um impedimento que jurava não ter existido. Apesar disso, foi julgado como "lento" pelo Wiener Sonn- und Montags-Zeitung. O jogador perdeu provisoriamente espaço nas escalações de Meisl, que buscava rejuvenescer a seleção e não via como ele e Josef Bican jogarem juntos. Só o fizeram uma vez mais, ainda que em dia de triunfo dos mais ressonantes, na primeira vitória austríaca sobre a Inglaterra (em Viena), em 1936, jogo que encerrou quatorze meses e nove partidas de ausência de Sindelar pela Áustria.
Sindelar teve uma atuação descrita como "devastadora" no primeiro tempo, fornecendo as assistências para os dois gols austríacos, ambos marcados antes dos vinte minutos (por Rudolf Viertl e Rudolf Geiter). Os ingleses diminuíram no início do segundo tempo, mas a vitória de 2–1 se manteve. Mesmo veterano, Sindelar foi descrito pelo dirigente Stanley Rous como de atuação "muito melhor do que aquela vez no Stamford Bridge". Foi uma revanche pessoal de Meisl contra críticas generalizadas,cerca de oito meses antes de falecer inesperadamente, vitimado por um infarto em plena entrevista na Federação Austríaca de Futebol com um candidato a novo atacante, Richard Fischer. Emanuel Schwarz, médico e presidente do Austria Viena, foi chamado às pressas para socorrê-lo, mas chegou a tempo apenas de constatar-lhe o óbito.
Sindelar continuou como figura na seleção ao longo do ano de 1937, que rendeu em especial vitória de 2–0 sobre a Itália, partida encerrada no minuto 73, fazendo com que o oponente não considere-a como jogo oficial - foi a única derrota italiana entre novembro de 1935 e novembro de 1939, período em que a Azurra jogou 29 vezes;[carece de fontes?] e empate em 1–1 com a Escócia, no qual o veterano foi protagonista, com sua escalação sendo cobrada pela imprensa ao sucessor de Meisl (Heinrich Retschury). O craque, sem saber e ninguém mais também, porém, só atuou mais duas vezes: em empate em 2–2 com a Hungria em Budapeste e em vitória de 4–3, na qual marcou o primeiro gol, sobre a Suíça em Viena.Nas eliminatórias da Copa do Mundo FIFA de 1938, não participou: elas se resumiriam ao confronto contra o vencedor do duelo entre Letônia e Lituânia. Sindelar foi poupado devido a uma lesão. A classificação veio, mas pouco depois sobreveio a anexação da Áustria pela Alemanha Nazista.
Uma semana antes do plebiscito ordenado para legitimar uma anexação já ocorrida na prática, os nazistas programaram um amistoso entre Áustria e Alemanha em Viena para simbolizar a unificação - embora a seleção austríaca fosse referida na divulgação como a "seleção austro-alemã", e a alemã, como Altreich ("Antigo Império").[carece de fontes?] A partida geraria diversas lendas, dentre as quais fora combinada para terminar empatada e que teria partido do próprio Sindelar a ideia para que ele e colegas usassem um uniforme nas cores da bandeira da Áustria. Os austríacos dominaram a partida desde o início, embora falhassem em marcar o gol e o primeiro tempo terminou em 0–0, reforçando a impressão de que o empate estaria arranjado. No intervalo, houve comício político pela aprovação da anexação, com os jogadores austríacos Rudolf Zöhrer e Otto Marischka portando cartazes de "os esportistas votam sim", enquanto seus colegas repousavam.
No segundo tempo, Sindelar abriu enfim o placar, e sua comemoração foi popularmente interpretada com ato de rebeldia e provocação, embora não hajam imagens que documentem como foi sua reação ao lance, tampouco descrições dela em diários da época – a despeito de populares versões de que teria feito uma comemoração enérgica em frente ao camarote de Adolf Hitler, embora a verdade é que o führer não esteve presente ao jogo e sim em comício em Graz na mesma hora. Karl Sesta fez o segundo e a Áustria venceu por 2-0. As declarações registradas de Sindelar ao Sport-Tagblatt após o jogo foram diplomáticas: "viu-se um jogo rápido, agradável, que alcançou seu ponto máximo depois do intervalo. Os austríacos jogaram melhor para obter o êxito final. Os alemães fizeram boas combinações, mas na área não puderam progredir. Estou muito feliz pela iniciativa da equipe, cada um deu o melhor que pôde. Os jogadores estão muito contentes de que a última partida da equipe austro-alemã tenha sido um êxito". Além do mais, a assinatura de Sindelar, bem como de todos os 22 jogadores em campo, constou em uma lista divulgada no dia da votação como favorável à anexação, em meio a um clima geral de festa, alegria e esperança.
Com a anexação efetivada, Sepp Herberger, técnico da Alemanha, viu-se pressionado a convocar uma equipe metade alemã e metade austríaca na medida do possível, embora desaprovasse a ideia, tendo a ideia original de convocar apenas quem já vinha defendendo a Alemanha. Sem desejar arriscar seu cargo, cedeu, formando a convocação de 22 nomes com a inclusão de nove austríacos: Josef Stroh, Franz Wagner, Willibald Schmaus e Rudolf Raftl, remanescentes da Copa de 1934; e também Wilhelm Hahnemann, Hans Pesser, Stefan Skoumal, Leopold Neumer e Hans Mock, capitão e abertamente nazista.
Herberger tinha a intenção de levar Sindelar junto, inclusive mostrando-lhe um esquema tático desenvolvido em torno do veterano, mas em mais de uma conversa direta o jogador pediu para não ser chamado – conforme declarações posteriores do próprio técnico, que divulgaria ter a impressão de que o jogador sofria mal estar com os rumos políticos do país. Na Copa do Mundo FIFA de 1938, as culturas futebolísticas díspares entre a força alemã e arte austríaca não conseguiram se mesclar e a Alemanha terminou eliminada já no primeiro duelo, em sua pior campanha no torneio, com os austríacos queixando-se de se sentirem intrusos.

### Estatísticas
A tabela abaixo resume as aparições e gols de Sindelar pela seleção austríaca.[carece de fontes?]
| #     | Data                   | Competição                                  | Local                   | Adversário      | Placar | Gol(s) |
| ----- | ---------------------- | ------------------------------------------- | ----------------------- | --------------- | ------ | ------ |
| 1     | 28 de setembro de 1926 | Amistoso                                    | Praga, Tchecoslováquia  | Tchecoslováquia | 2–1    | 1      |
| 2     | 10 de outubro de 1926  | Amistoso                                    | Viena, Áustria          | Suíça           | 7–1    | 2      |
| 3     | 7 de novembro de 1926  | Amistoso                                    | Viena, Áustria          | Suécia          | 3–1    | 1      |
| 4     | 20 de março de 1927    | Amistoso                                    | Viena, Áustria          | Tchecoslováquia | 1–2    | 0      |
| 5     | 10 de abril de 1927    | Amistoso                                    | Viena, Áustria          | Hungria         | 6-0    | 3      |
| 6     | 6 de maio de 1928      | Amistoso                                    | Viena, Áustria          | Iugoslávia      | 3–0    | 0      |
| 7     | 28 de outubro de 1928  | Copa Internacional                          | Viena, Áustria          | Suíça           | 2–0    | 0      |
| 8     | 23 de março de 1930    | Amistoso                                    | Praga, Tchecoslováquia  | Tchecoslováquia | 2–2    | 0      |
| 9     | 16 de maio de 1931     | Amistoso                                    | Viena, Áustria          | Escócia         | 5–0    | 1      |
| 10    | 24 de maio de 1931     | Amistoso                                    | Berlim, Alemanha        | Alemanha        | 6–0    | 0      |
| 11    | 14 de setembro de 1931 | Amistoso                                    | Viena, Áustria          | Alemanha        | 5–0    | 3      |
| 12    | 4 de outubro de 1931   | Copa Internacional                          | Budapeste, Hungria      | Hungria         | 2–2    | 0      |
| 13    | 29 de novembro de 1931 | Copa Internacional                          | Basileia, Suíça         | Suíça           | 8–1    | 1      |
| 14    | 20 de março de 1932    | Copa Internacional                          | Viena, Áustria          | Itália          | 2–1    | 2      |
| 15    | 24 de abril de 1932    | Copa Internacional                          | Viena, Áustria          | Hungria         | 8-2    | 3      |
| 16    | 22 de maio de 1932     | Copa Internacional                          | Praga, Tchecoslováquia  | Tchecoslováquia | 1–1    | 0      |
| 17    | 17 de julho de 1932    | Amistoso                                    | Estocolmo, Suécia       | Suécia          | 4–3    | 1      |
| 18    | 2 de outubro de 1932   | Amistoso                                    | Budapeste, Hungria      | Hungria         | 3–2    | 0      |
| 19    | 23 de outubro de 1932  | Copa Internacional                          | Viena, Áustria          | Suíça           | 3–1    | 0      |
| 20    | 7 de dezembro de 1932  | Amistoso                                    | Londres, Reino Unido    | Inglaterra      | 3–4    | 1      |
| 21    | 12 de dezembro de 1932 | Amistoso                                    | Paris, França           | França          | 4–0    | 1      |
| 22    | 9 de abril de 1933     | Amistoso                                    | Viena, Áustria          | Tchecoslováquia | 1–2    | 0      |
| 23    | 30 de abril de 1933    | Amistoso                                    | Budapeste, Hungria      | Hungria         | 1–1    | 0      |
| 24    | 11 de junho de 1933    | Amistoso                                    | Viena, Áustria          | Bélgica         | 4–1    | 1      |
| 25    | 17 de setembro de 1933 | Amistoso                                    | Praga, Tchecoslováquia  | Tchecoslováquia | 3–3    | 2      |
| 26    | 1 de outubro de 1933   | Amistoso                                    | Viena, Áustria          | Hungria         | 2–2    | 0      |
| 27    | 29 de novembro de 1933 | Amistoso                                    | Glasgow, Reino Unido    | Escócia         | 2–2    | 0      |
| 28    | 10 de dezembro de 1933 | Amistoso                                    | Amsterdã, Países Baixos | Países Baixos   | 1–0    | 0      |
| 29    | 15 de abril de 1934    | Amistoso                                    | Viena, Áustria          | Hungria         | 5–2    | 1      |
| 30    | 25 de abril de 1934    | Eliminatórias da Copa do Mundo FIFA de 1934 | Viena, Áustria          | Bulgária        | 6–1    | 1      |
| 31    | 27 de maio de 1934     | Copa do Mundo FIFA de 1934                  | Turim, Itália           | França          | 3–2    | 1      |
| 32    | 31 de maio de 1934     | Copa do Mundo FIFA de 1934                  | Bolonha, Itália         | Hungria         | 2–1    | 0      |
| 33    | 3 de junho de 1934     | Copa do Mundo FIFA de 1934                  | Milão, Itália           | Itália          | 0–1    | 0      |
| 34    | 23 de setembro de 1934 | Copa Internacional                          | Viena, Áustria          | Tchecoslováquia | 2–2    | 0      |
| 35    | 7 de outubro de 1934   | Copa Internacional                          | Budapeste, Hungria      | Hungria         | 1–3    | 0      |
| 36    | 24 de março de 1935    | Copa Internacional                          | Viena, Áustria          | Itália          | 0–2    | 1      |
| 37    | 6 de maio de 1936      | Amistoso                                    | Viena, Áustria          | Inglaterra      | 2–1    | 0      |
| 38    | 17 de maio de 1936     | Amistoso                                    | Roma, Itália            | Itália          | 2–2    | 0      |
| 39    | 27 de setembro de 1936 | Copa Internacional                          | Budapeste, Hungria      | Hungria         | 3–5    | 2      |
| 40    | 21 de março de 1937    | Copa Internacional                          | Viena, Áustria          | Itália          | 2–0    | 1      |
| 41    | 9 de maio de 1937      | Amistoso                                    | Viena, Áustria          | Escócia         | 1–1    | 1      |
| 42    | 23 de maio de 1937     | Amistoso                                    | Budapeste, Hungria      | Hungria         | 2–2    | 0      |
| 43    | 19 de setembro de 1937 | Copa Internacional                          | Viena, Áustria          | Suíça           | 4–3    | 0      |
| 44    | 3 de abril de 1938     | Amistoso                                    | Viena, Alemanha         | Alemanha        | 2–0    | 1      |
| Total | Total                  | Total                                       | Total                   | Total           | Total  | 27     |

## Morte e polêmica nazi-empresarial
Apenas quatro dias depois da anexação da Áustria, o Austria Viena, clube historicamente associado a judeus como seu presidente Emanuel Schwarz (além de Meisl, dos irmãos Jenő e Kálmán Konrád e do primeiro presidente, Erwin Müller), sofreu intervenção. Todos os seus judeus foram expulsos e o Austria, agora Ostmark, passou a ser dirigido por um comandante das milícias SA que o havia defendido como jogador (ainda na época do Amateure), Hermann Haldenwang. Foi proibido aos membros judeus o acesso ao espaço físico da equipe e até cumprimentos aos jogadores, que se dividiram: Hans Mock era abertamente pró-nazista e treinava com braceletes das SA. Já Sindelar ignorava as ordens e dizia ao ex-presidente Schwarz que sempre o cumprimentaria. O dirigente passaria os próximos anos em fuga por Itália e França até retomar o cargo em 1945; outro, Robert Lang, terminaria capturado na Iugoslávia e morto em 1941. O artilheiro Camillo Jerusalem precisou rumar ao time francês Sochaux. Walter Nausch, casado com uma judia, foi pressionado a divorciar-se e o casal fugiu para Zurique.

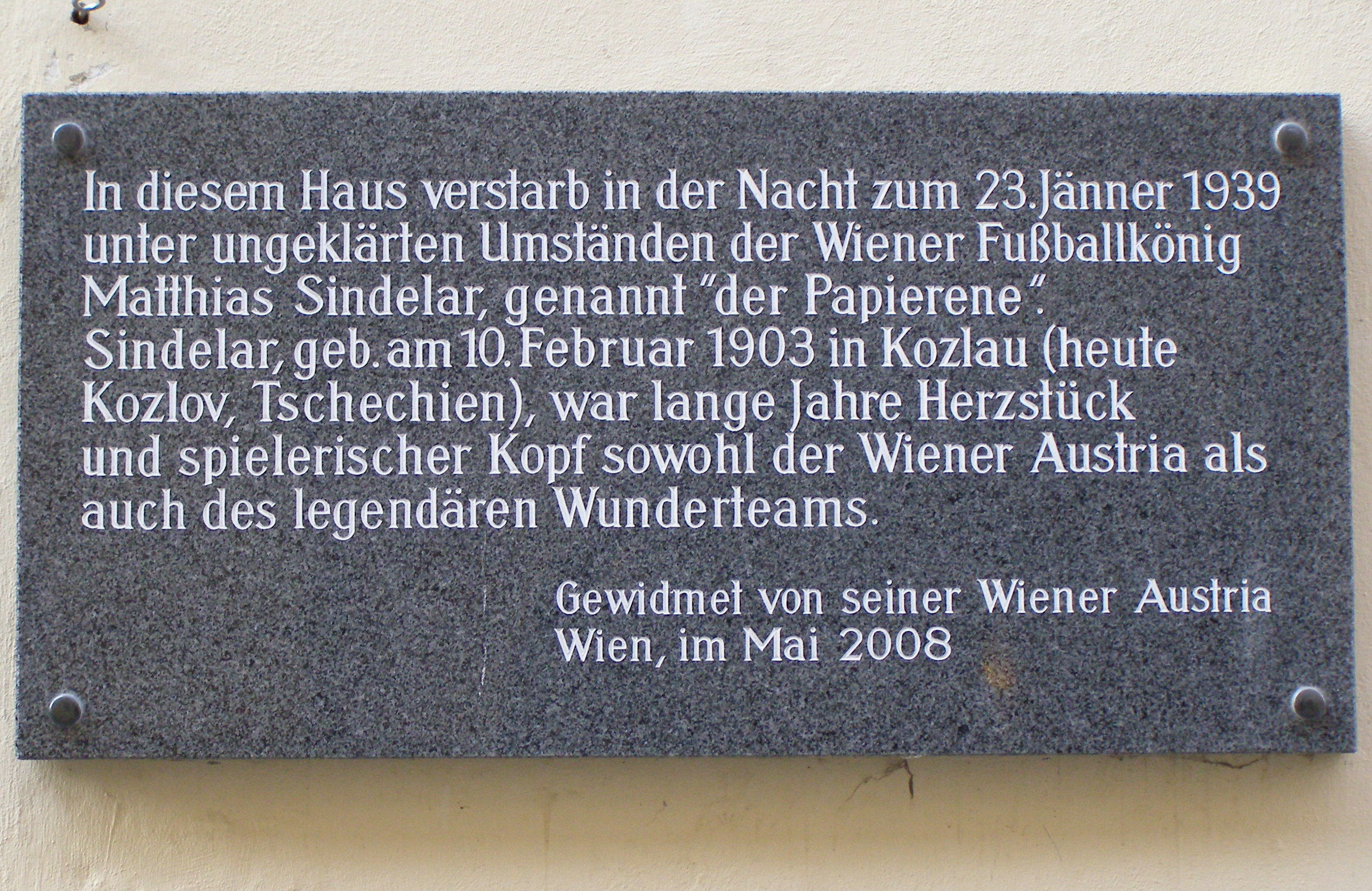
Placa-homenagem do Austria Viena à Sindelar, na casa em que ele faleceu.

O time de Sindelar também foi afetado em relação ao estádio que utilizava, que passou a servir de quartel temporal das forças armadas. O mandatário Haldenwang sentiu-se desinibido em usar em proveito próprio o dinheiro auferido com os contínuos sucessos do Austria na Mitropa, até ser destituído pela própria Liga Nazista do Reich para a Atividade Física. Sem ele, o Ostmark, após três meses, pôde voltar a chamar-se Austria.Outra intervenção nazista foi encerrar o profissionalismo no futebol austríaco, bem como a implantação de uma política de arianização de negócios: tratava-se de uma imposição via boicote, violência ou pressão política e, por fim (a partir de novembro de 1938), através de leis, pela qual empresas de judeus eram repassadas aos ditos arianos. Ao fim de 1939, 21.143 das 25.895 empresas judaicas da Áustria já haviam sido arianizadas, incluindo cafeterias de Viena, nas quais cerca de 220 eram administradas por judeus. Uma delas era a Annahof, tocada por Leopold Drill e família, cuja renda diária média era de 130 marcos e terminou reduzida a 30 marcos quando os donos começaram a sofrer intervenção nazista, o que incluiria a deportação de parte de clientela ao campo de concentração de Dachau.
Sindelar era assíduo frequentador desse café, situado a quinze quadras de sua casa.Estava sem emprego e desprofissionalizado no seu clube, como diversos colegas – Leopold Hofmann e Willibald Schmaus foram empregados no funcionalismo público; Karl Adamek, Hans Pesser e Stefan Skoumal foram oficialmente trabalhar em centrais de gás e Franz Binder, em uma oficina. Wilhelm Hahnemann e Anton Schall, em um posto de combustível. Hans Mock, simpático ao nazismo, pôde abrir uma taberna. Karl Sesta recebeu concessão para administrar uma cafeteria,e Sindelar enxergou oportunidade similar em relação ao Annahof.
Em 1º de junho de 1938, Drill enfim pôs o Annahof à venda por 54 mil marcos, um pouco além do declarado faturamento anual da cafeteria. O certo renome de Drill entre os esportistas vienenses provocou dúvidas em Sindelar em seguir com sua ideia, mas em 15 de junho o jogador formalizou proposta perante a Oficina de Arianizações, em cujo formulário declarou-se como "ariano", mas sem filiação ao Partido Nazista. Nela, declarava ter patrimônio de 25 mil marcos, estando disposto a pagar uma entrada em espécie de 15 mil, além de cinco mil em cotas semestrais de trezentos a partir de 1 de janeiro de 1939.
Já no dia 16 de junho, a própria Federação Austríaca de Futebol enviou carta à Oficina para ajudar Sindelar. Um perito avaliou a cafeteria, concluindo por um valor mais próximo do oferecido por Sindelar, apesar de haver versões de que teria sido o próprio Drill quem contratara o perito. Em 20 de julho, Sindelar, que havia juramentado ter ascendência "ariana", recebeu a pré-autorização para explorar por vinte anos o negócio, com sua oferta sendo aceita mediante pagamento de 2 mil marcos de "imposto de arianização". A inauguração do chamado "Café Sindelar" ocorreu às 17 horas de 1 de setembro, sendo largamente divulgada nos diários da época, que viam no empreendimento um simbólico adeus do jogador à sua carreira esportiva. Em dez minutos, o espaço já se encontrava lotado, incluindo presenças de Karl Sesta, Josef Stroh, Rudolf Viertl, Franz Binder, Walter Nausch, Peter Platzer, Johann Horvath, Leopold Resch, outras celebridades locais e homens das milícias SA. Sindelar servia e atendia pessoalmente as mesas de uma cafeteria descrita como "moderna" e "elegante", sem esconder da imprensa que vinha de noites mal dormidas com as obras e a inexperiência no negócio. Na época, mesmo amigos judeus como Emanuel Schwarz o parabenizaram pelo empreendimento.
Sindelar ainda conciliou por algumas semanas o novo negócio com suas últimas partidas pelo Austria. A Copa da Áustria estava extinta e o campeonato austríaco tornara-se um grupo regional do campeonato alemão. O time não teve maiores alegrias, terminando em sexto na liga regional. Em 11 de dezembro de 1938, Sindelar jogou pela última vez um jogo de campeonato, em 6-2 sobre o Grazer. O craque ainda defenderia o Austria mais uma vez, em amistoso de 26 de dezembro em visita ao Hertha Berlim (presenciado por Sepp Herberger, que ainda buscava convencer o veterano a defender a seleção alemã), rendendo sua última partida e seu último gol, embora não se soubesse disso na época.Em paralelo, o jogador aproximou-se da política nazista de outro modo, ao aceitar convite para tornar-se diretor da Empresa Operadora de Estádios da cidade, cargo oferecido por Thomas Kozich, membro do Partido Nazista e das SA que havia sido nomeado secretário de esportes local. O ex-jogador assinou o contrato precisamente na véspera de sua morte.
Um dia antes de falecer, Sindelar demonstrara bom humor ao longo desse dia, fato que afastaria a hipótese de suicídio, na visão dos que a refutam. Na noite desse dia, Sindelar bebeu e jogou cartas com amigos no Café Weidinger. Depois foi encontrar Camilla Castagnola, italiana divorciada com quem vinha publicamente namorando havia duas semanas, no apartamento em que ela locava. Ambos consumiram álcool e tiveram relações sexuais antes de adormecerem. O primeiro estranhamento que levaria à descoberta da morte do craque veio com o sumiço de Castagnola, que era sócia de um restaurante chamado Weises Rössl, tendo o costume de nele chegar às 4 horas da madrugada. Seu sócio, no decorrer da manhã, chegou então a realizar telefonemas também à casa e à cafeteria de Sindelar, sem ser atendido. Um amigo do jogador, Gustav Hartmann, então procurou-o pessoalmente nesses lugares e, ao não encontra-lo, rumou ao apartamento de Castagnola, forçando a porta e encontrando ambos desacordados. Acreditando que Sindelar ainda estava vivo, tentou reanima-lo, só desistindo quando os médicos que chegaram concluíram que estava morto havia doze horas. Castagnola ainda vivia e foi levada a um Pronto Socorro, com uma das irmãs de Sindelar se dirigindo até lá buscando notícias do que havia ocorrido. Porém, Castagnola não recobrou a consciência e faleceu às 15h30. A notícia da morte não tardou a chegar à Itália, onde o técnico Vittorio Pozzo assinou um texto publicado três dias depois em La Stampa, em 26 de janeiro, com os seguintes trechos:
Era o dono da bola, o artista do drible. Quando estreou na seleção austríaca, não teve boa crítica: muito leve para o combate, mas havia aprendido a se desmarcar de modo magistral. Tinha em seu jogo verdadeiramente com o que se entusiasmar. Seu repertório era francamente o mais vienense que se possa imaginar. Seu estilo não era um drible exagerado, descarado, era uma insinuação, um matiz, o toque de um artista. Fingia em ir à direita e depois convergia à esquerda com facilidade, a rapidez, a elegância de um passo de dança à maneira de Strauss, enquanto o adversário, enganado e sem sequer tocado, terminava no solo em sua vã tentativa de freá-lo. [...] A coisa é tão humana que a multidão que o amou tanto lhe perdoará esse modo de distanciar-se da vida. Foi seu último 'drible'... os esportistas italianos, que em seu tempo o admiraram e o temeram, os nosso futebolistas, que na conquista do primeiro Mundial consideraram o estudo para neutralizar a obra do Homem de Papel como uma das mais difíceis etapas de sua marcha, se inclinam diante da perda do homem no qual já não veem um adversário, e sim um colega, um artista, o supremo expoente de uma escola. O saúdam comovidos.
No mesmo dia 26 de janeiro, foi feita uma autópsia final que apontou que o jogador falecera por inalação de monóxido de carbono, descartando qualquer outro tipo de envenenamento. Mortes assim não chegavam a ser incomuns na época, outro fator levantado pelos que refutam as hipóteses de suicídio e assassinato, afastada na visão destes também por como se deu a despedida final, com honras de Estado e sem auras de protesto embora Sindelar não deixasse de ser investigado como "pró-judeu" e "social-democrata" (dois crimes) pelos nazistas. O enterro ocorreu em 28 de janeiro, atraindo 15 mil pessoas, apesar das baixas temperaturas, com oferendas florais provenientes de Turim, Berlim, Budapeste, Praga, Düsseldorf, Colônia e Londres, além de outras cidades do mundo, bem como de Ernst Kaltenbrunner, general da SS. Suas irmãs e sua mãe, que desmaiou mais de uma vez, não se separaram do caixão.

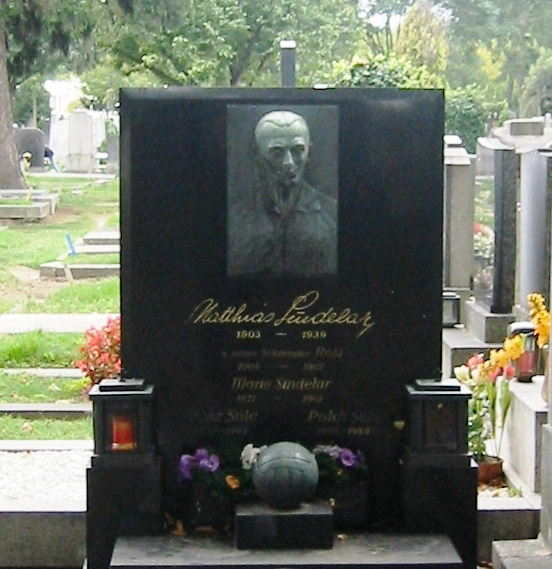
Túmulo de Sindelar no Cemitério Central de Viena.

Dentre os esportistas, os colegas do Austria Viena foram encabeçados pelo goleiro Rudolf Zöhrer, que portava nas mãos uma camisa e um calção de Sindelar dobrados e uma bola, havendo registros também de Karl Sesta, Josef Stroh e Karl Andritz. Jogadores dos rivais Rapid, First, Wiener e Admira também participaram. Heinz Lazek, pugilista campeão europeu nos pesos semipesado e pesado, e o tenista Georg von Metaxa, campeão do Torneio de Wimbledon do ano anterior, representaram outros esportes, enquanto Josef Smistik, Karl Zischek e Johann Horvath compareceram como antigos colegas de seleção. Antes de ser enterrado, houve discursos emocionados de Thomas Kozich e de Hans Mock, o amigo abertamente nazista (e que representava a seleção alemã naquele ato) que ali pôde apenas pronunciar algumas palavras, com a voz entrecortada de tanto chorar. Por fim, houve palavras de um orador da Juventude Hitleriana.
Apesar da comoção gerada com sua morte, inclusive com honras oficiais dos nazistas, o novo regime criou obstáculos para que sua família herdasse o "Café Sindelar", considerando a mãe e irmãs do ex-jogador como nacionalistas tchecas. O negócio foi tocado com dificuldades pela irmã Leopoldine e o marido desta. Com o fim da Segunda Guerra Mundial e a desnazificação, o embate passou a ser com a antiga família proprietária, que via como ilegítima a perda do negócio. Leopold Drill (que, já aprisionado em Buchenwald, havia manifestado pesar pela morte de Sindelar) e sua esposa haviam falecido no Holocausto, conseguindo sobreviver o filho Robert - que então adotou os meios legais para reaver a cafeteria. As duas famílias entraram em acordo em 1949 mediante pagamento de 50 mil xelins austríacos aos Sindelar e 17 mil apenas para Leopoldine, embora fossem necessários dez anos para que o negócio fosse efetivamente retomado pelos Drill. Eles se desfizeram da cafeteria na década de 1970, existindo atualmente no local um outro comércio sem sinais dos Drill e dos Sindelar.

## Legado
À data de 2018, Sindelar mantinha a posição 24.º maior artilheiro do campeonato austríaco, com 161 gols, na realidade igualado em números absolutos com o 23º. À altura de sua inesperada morte em 1939, porém, estava muitas posições acima. Catorze dos jogadores acima dele começaram a carreira após 1938, incluindo os dois primeiros colocados (Robert Dienst e Hans Krankl). Outros seis já jogavam na época, mas tiveram carreira que ainda seguiu pelo menos pelos cinco anos seguintes ao falecimento do astro. Os dois nomes que restam são os de Richard Kuthan, que fizera apenas onze a mais, entre 1911-29; e Anton Schall, que fez 231 gols e parou de jogar em 1941, dois anos após a última partida de Sindelar.[carece de fontes?] Com total de 226 gols entre todas as competições, o "Homem de Papel" segue como segundo maior artilheiro do Austria Viena, e por alguns anos foi o maior, sendo superado pelos 258 gols do fã Ernst Stojaspal.
Similarmente, na época da sua última aparição pela seleção austríaca, Sindelar só tinha um jogador à sua frente na artilharia: Johann Horvath, que fez apenas um pouco mais de gols, com 29; o citado Anton Schall fez 27, também até 1934. Os outros que o ultrapassaram, incluindo o recordista atual Toni Polster, iniciaram todos posteriormente sua trajetória pela Áustria. À altura de janeiro de 2019, Sindelar segue entre os dez primeiros, na sétima colocação.[carece de fontes?]

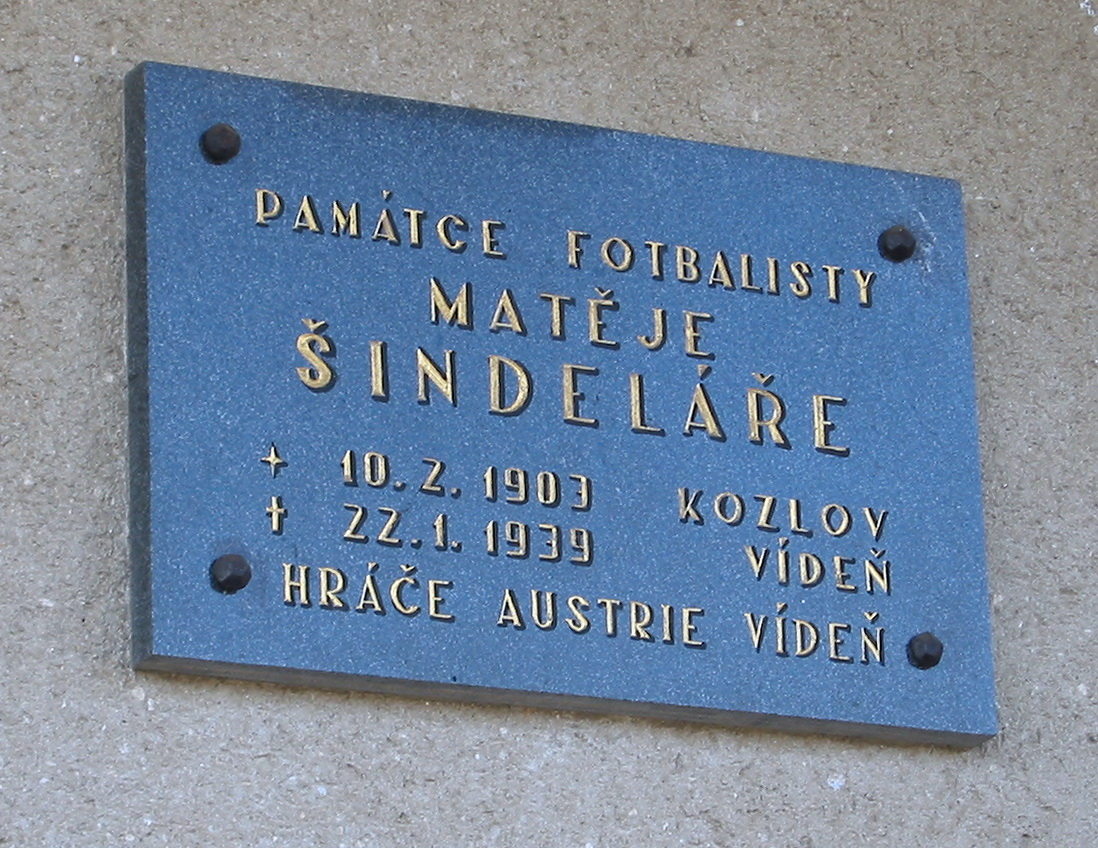
Placa comemorativa em Kozlov.

Em 1 de junho de 1960]foi dado o nome de Sindelargasse a uma rua de Viena. Posteriormente, Matthias Sindelar nomeou também a tribuna sul do estádio Franz Horr, que desde 1973 é o campo do Austria Viena e que no passado pertencia justamente ao clube da comunidade austro-tcheca, o Slovan Viena; se esperava que o estádio recebesse o nome de Sindelar, pesando, porém, o falecimento de Franz Horr (dirigente a federação vienense com participação ativa para que o clube recebesse o campo) em 1973. Ao fim do século XX, Sindelar foi incluído em diversas listas de melhores jogadores do período; em 1990, a revista francesa France Football o colocou entre os cem maiores jogadores da história da Copa do Mundo FIFA, à frente de Zbigniew Boniek, Ricardo Zamora, Alain Giresse, Arie Haan, Karl-Heinz Rummenigge e Daniel Passarella, dentre outros. Hans Krankl foi o outro austríaco presente na lista. Em 2005, a revista brasileira Placar fez eleição similar, incluindo Sindelar também, à frente de Sócrates, Ruud Krol, Andreas Brehme e Jorge Valdano. Nessa lista, Sindelar foi o único de seu país.[carece de fontes?]
Já o ano de 1999 rendeu algumas listas de cem maiores do século. Sindelar apareceu na dos cem maiores segundo a revista britânica World Soccer e na dos cinquenta maiores segundo a italiana Guerin Sportivo – que o pôs na 36ª colocação, à frente novamente dos citados Rummenigge, Passarella e também de Franco Baresi, Paulo Roberto Falcão, Gabriel Batistuta, Nilton Santos e Rivellino dentre outros. Já a Federação Internacional de História e Estatísticas do Futebol considerou Sindelar o maior jogador austríaco, o 13.º maior europeu e o 22.º maior do mundo, lista em que esteve à frente de Fritz Walter, Bobby Moore, Hugo Sánchez, George Weah, Roger Milla, Just Fontaine, Sándor Kocsis, Josef Masopust, Raymond Kopa, Uwe Seeler e Zizinho, além dos citados Baresi e Rummenigge. A lista de maiores do mundo foi formada por cinquenta nomes e Sindelar ele era o único austríaco.[carece de fontes?]
Durante décadas, as circunstâncias da aquisição da cafeteria junto aos Drill permaneceram conhecidas apenas na esfera particular, com a imagem de Sindelar permanecendo em pedestal intocável na Áustria. Um revisionismo em 2003, contudo, trouxe à tona para o público a história de que um símbolo da resistência antinazista teria supostamente se aproveitado do regime para explorar uma família judaica, especialmente com a igual informação de que o dinheiro pago pelo jogador jamais havia chegado aos Drill. Em 2004, chegou a haver uma reavaliação para concluir se a lápide do jogador permaneceria com status de Ehrengrab ("Tumba de Honra"), em meio a diversos outros casos de personalidades honradas durante o nazismo. A homenagem terminou mantida pela prefeitura, com defensores apontando que na época nenhum cidadão comum esperava os novos horrores que o regime ainda traria,contribuindo em favor de Sindelar também o fato de ser fichado como "pró-judeu" pelos nazistas na época e por jamais ter-se filiado ao Partido ou contribuído ativamente para o regime.
Em 2006, a vida de Sindelar inspirou uma peça teatral do dramaturgo austríaco Wilhelm Pellert. Um documentário sobre o jogador também inspirou o nome da banda punk argentina Shindelar.
Sindelar segue enterrado no Cemitério Central de Viena, onde também jazem Ludwig van Beethoven, Johannes Brahms, Franz Schubert, Johann Strauss e Johann Strauss Jr., dentre outros.Ele não tem parentes próximos vivos; não teve filhos, tampouco suas irmãs. Após a morte de Theresa, falecida ainda criança, Rosa Sindelar faleceu em 15 de dezembro de 1942 e Leopoldine, em 15 de janeiro de 1988. A mãe Marie não casou novamente e não teve outros filhos, falecendo em 22 de janeiro de 1961, em casa geriátrica tal como a filha Leopoldine, chegando a receber auxílio financeiro ocasional de dirigentes do Austria Viena.

## Títulos

### Austria Viena
- Copa da Áustria: 1924-25, 1925-26, 1932-33, 1934-35 e 1935-36
- Campeonato Austríaco: 1925-26
- Copa Mitropa: 1933 e 1936

### Seleção Austríaca
- Copa Internacional: 1931-32

### Individual
- Segundo melhor jogador da Copa do Mundo FIFA de 1934[59]
- Seleção dos melhores jogadores da Copa do Mundo FIFA de 1934[88]
- Melhor futebolista austríaco do século XX, segundo a Federação Internacional de História e Estatísticas do Futebol (IFFHS)[carece de fontes?]
- Artilharia da Copa Mitropa: 1933 (5 gols)[carece de fontes?]
- 22.º melhor jogador de futebol do século XX da IFFHS[carece de fontes?]